# Herrarnas 10 000 meter i hastighetsåkning på skridskor vid olympiska vinterspelen 1924
- 27 januari 1924

10 000 meter var den fjärde och sista skridskotävlingen under olympiska vinterspelen 1924. 16 skridskoåkare från sex nationer deltog.

## Medaljörer
| Guld                    | Silver                | Brons              |
| Julius Skutnabb Finland | Clas Thunberg Finland | Roald Larsen Norge |

## Rekord
Dessa rekord gällde  (i minuter) inför spelen.
| Världsrekord     | 17:22.6(*) | Oscar Mathisen | Kristiania (Norge) | 1 februari 1913 |
| Olympiskt rekord |            | -              |                    |                 |

(*) Rekordet naterat på naturis.

## Resultat
| Placering | Åkare                  | Tid     |
| --------- | ---------------------- | ------- |
| 1         | Julius Skutnabb (FIN)  | 18:04.8 |
| 2         | Clas Thunberg (FIN)    | 18:07.8 |
| 3         | Roald Larsen (NOR)     | 18:12.2 |
| 4         | Fridtjof Paulsen (NOR) | 18:13.0 |
| 5         | Harald Strøm (NOR)     | 18:18.6 |
| 6         | Sigurd Moen (NOR)      | 18:19.0 |
| 7         | Léonhard Quaglia (FRA) | 18:25.0 |
| 8         | Valentine Bialas (USA) | 18:34.0 |
| 9         | Richard Donovan (USA)  | 18:57.0 |
| 10        | Asser Wallenius (FIN)  | 19:03.8 |
| 11        | Alberts Rumba (LAT)    | 19:14.6 |
| 12        | Joe Moore (USA)        | 19:36.2 |
| 13        | Harry Kaskey (USA)     | 19:45.2 |
| 14        | Leon Jucewicz (POL)    | 20:40.8 |
| 15        | André Gegout (FRA)     | 21:03.4 |
| –         | George de Wilde (FRA)  | DNF     |